# Anaphalis
Genre
Classification phylogénétique
Anaphalis est un genre de plantes herbacées de la famille des Asteraceae. On y compte 110 espèces dont la grande majorité est originaire d'Asie centrale et d'Asie du Sud.

## Liste d'espèces
Selon NCBI (14 févr. 2012) :
- Anaphalis javanica
- Anaphalis margaritacea (Immortelle d'argent)
- Anaphalis nepalensis
- Anaphalis nubigena
- Anaphalis triplinervis (Immortelle de l'Himalaya)

Anaphalis margaritacea, une espèce originaire d'Amérique du Nord, est assez bien connue sous le nom d'immortelle d'argent dont le nom est dû à la pratique de sécher les fleurs et les tiges pour en faire des décorations. Les Indiens d'Amérique s'en servaient comme plante médicinale.